# Laura de Sanctis
Laura Sofía «Lala» de Sanctis Natera (Panamá; 28 de junio de 1996) es una actriz, modelo y reina de belleza panameña que se coronó Señorita Panamá 2017 y representó a Panamá en Miss Universo 2017.

## Vida personal
Laura nació y se crio en la Ciudad de Panamá, realizó sus estudios en el colegio Bilingüe Isaac Rabin en Ciudad del Saber, Clayton. Es la menor de cuatro hermanos, nacida en una familia de padre italiano con madre panameña. 
Laura también es estudiante de comunicación social se ha destacado como modelo, por su participación en pasarelas y publicaciones editoriales.

## Miss Panamá Mundo
El concurso Señorita Panamá Mundo se llevó a cabo en el Centro de Convenciones Atlapa, el 4 de julio de 2017. Veinte concursantes de todo Panamá compitieron por el prestigioso título. Como parte de las reglas de la Organización Miss Mundo, la elección de la nueva representante para el Miss Mundo 2017 se celebró en una competición separada a la tradicional elección nacional. Laura de Santics se colo en el cuadro de semifinalistas del concurso quedando al final del evento como la cuarta finalista, después que la panameña Julianne Britton se llevó el galardón de representar al país el 18 de noviembre de 2017 en la ciudad de Sanya, China en Miss Mundo 2017.

## Señorita Panamá Universo
El 25 de agosto de 2017 concursó con 18 candidatas de todo el país por el prestigioso título de belleza nacional. Al final del evento Señorita Panamá 2016 Keity Drennan, coronó a su sucesora Laura Sofía de Sanctis de Isla Contadora como la nueva Señorita Panamá 2017 título que le otorgó a Santics la oportunidad de representar a su país Panamá el 26 de noviembre, en Las Vegas en el concurso internacional Miss Universo 2017.

## Miss Universo 2017
Como parte de sus compromisos como Señorita Panamá 2017 Sanctis representó a Panamá con  alrededor de 95 candidatas de distintos países y territorios autónomos en uno de los concursos de belleza más importantes a nivel mundial Miss Universo que se llevó  a cabo el 26 de noviembre en The AXIS en el Planet Hollywood Resort & Casino de Las Vegas, en Estados Unidos. Al final del evento la Miss Universo 2016, Iris Mittenaere coronó a su sucesora Demi-Leigh Nel-Peters de Sudáfrica como la nueva Miss Universo 2017. Lala no logró clasificar al top final, pero logra convertirse en la primera panameña en 66 ediciones del certamen en obtener la premiación de Miss Simpatía, distinción que se le da a las chicas por su carisma y don de amistad.